# HTL1 Bau und Design Linz
Die HTL1 Bau und Design Linz ist eine Höhere Technische Lehranstalt in der Stadt Linz in Oberösterreich. Das Gebäude steht unter Denkmalschutz. Mit etwa 2200 Schülern und über 200 Lehrern gilt sie als größte Schule Oberösterreichs.

## Geschichte
Die ehemalige Kaiser-Franz-Joseph-Schule bzw. Handwerkerschule bzw. Goetheschule, wurde nach den Plänen des Baumeisters Michael Lettmayr mit der Oberösterreichischen Baugesellschaft von 1890 bis 1891 errichtet. An der Goethestraße wurde nach den Plänen des Stadtbauamtes 1891 ein Zubau angebaut. Von 1940 bis 1943 erfolgte nach den Plänen der Architekten Armin Sturmberger und L. Maier und des Baumeisters Franz Schild eine Aufstockung des Gebäudes. Von 1945 bis 1950 wurden die kriegsbeschädigten Gebäudeteile mit dem Baumeister Josef Ertl und dem Architekten Fritz Fanta wiederaufgebaut und dabei die Fassade verändert gestaltet. Ein Teil der Bibliothek steht unter Verschluss der Öffentlichkeit. In dieser befinden sich alte Schriften und Bücher, unter anderem wissenschaftliche Veröffentlichungen des Astronomen Johannes Kepler. Heute wird das Schulgebäude von jener Höheren Technischen Lehranstalt und von einer Volksschule genutzt. 2012 sowie 2022 wurde das Schulgebäude mit zwei weiteren Bauten auf der Rückseite erweitert und mit dem vorherigen Komplex verbunden.

## Architektur
Der monumentale dreiseitig freistehende U-förmige in der Straßenflucht etwas zurückgesetzte Baukörper ist viergeschoßig über einem Souterrain. In der Goethestraße ist die Fassade überwiegend späthistoristisch mit repräsentativen Neorenaissanceformen mit Risaliten und Riesenpilastern gegliedert. Das hohe Rundbogenportal hat eine Ädikula-Rahmung. In der Südtirolerstraße und Schillerstraße schließt die Fassadengestaltung mit kubischer Gestaltung mit monumentalen Risaliten und teilweise mit Fenstern mit betonter Rahmung in der NS-Architektur an.
Im Gebäudeinneren sind die Wände beim historischen Foyer mit Pilastern gestaltet. Im Stiegenhaus ist teilweise noch das originale Geländer vorhanden.
Im Hof der Schule steht eine abstrakte Skulptur aus Stein vom Bildhauer Alfred Hager.

## Ausbildung
Die Schule wird in die drei Fachrichtungen Bautechnik, Grafik- und Kommunikationsdesign, Innenarchitektur und Multimedia auf. Außerdem bestehen Tages- und Abendskollegs, Bauhandwerkerschulen, Fachschulen und eine Meisterschule.